# Альбера-Лігуре
Альбера-Лігуре, Альбера-Ліґуре (італ. Albera Ligure, п'єм. Albera) — муніципалітет в Італії, у регіоні П'ємонт,  провінція Алессандрія.
Альбера-Лігуре розташована на відстані близько 420 км на північний захід від Рима, 115 км на схід від Турина, 45 км на південний схід від Алессандрії.
Населення — 321 особа (2014).
Щорічний фестиваль відбувається 24 червня. Покровитель — святий Іван Хреститель.

## Демографія
Населення за роками:

Станом на 1 січня 2023 року в муніципалітеті офіційно проживало 16 іноземців з 6 країн, серед них 10 громадян країн Євросоюзу та 1 громадянин України.

## Сусідні муніципалітети
- Кабелла-Лігуре
- Канталупо-Лігуре
- Фаббрика-Куроне
- Монтакуто
- Роккетта-Лігуре